# Ejército en el Antiguo Egipto
En el Imperio Antiguo, el ejército del Antiguo Egipto se denominaba ‘’meli’’, cuya traducción viene a ser “agrupación de fuerzas”. Efectivamente, consistía básicamente en grupos que se reunían en caso de necesidad para apoyar a pequeñas unidades permanentes, como también para la realización de todo tipo de trabajos públicos.

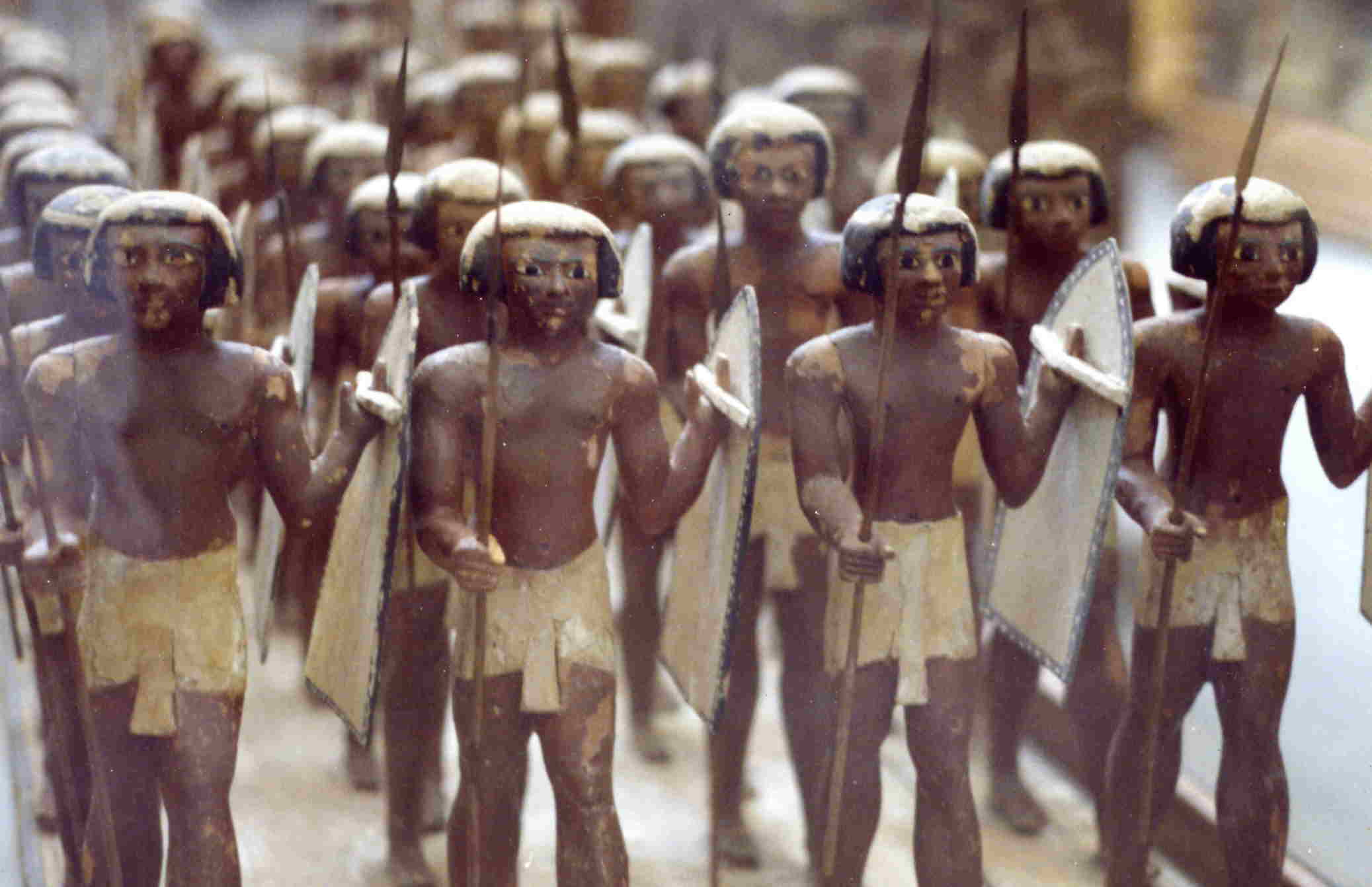
Figuras de madera encontradas en la tumba de Mesehti (Dinastía XI).

El empleo de soldado no era muy popular en el Antiguo Egipto, cuyos habitantes eran más campesinos que guerreros. Pero para defender las cosechas del delta de las invasiones asiáticas, o, desde el oeste, de las libias, tuvieron que crear muy pronto un ejército, que se convirtió en permanente. Si los futuros oficiales eran alistados entre la clase media, los soldados de infantería procedían de las clases más desfavorecidas, porque ser soldado del Faraón les resultaba muy fácil.
Los soldados de la infantería fueron llamados literalmente el (infante) en la vida del ejército y en otras ocasiones el (infante) en la vida del ejército de las victorias grandes. Cada soldado debía "luchar por su buen nombre" y defender al faraón, otorgándosele si combatía bien un título o condecoración llamado "El Oro del Coraje". Si mostraba cobardía o huía del combate, se lo denigraba, degradaba y, en ciertos casos se le ejecutaba. 
Los mandos estaban formados por miembros de familias de cierta categoría, los únicos que podían acceder a la escuela de oficiales y que conseguían prestigio y fama en la batalla, consiguiendo sus ascensos, y cuando se retiraban eran nombrados asistentes personales de los nobles, administradores del estado o ayos de los hijos del rey, que eran enviados a aprender la carrera militar a los 7 años.
La tropa tenía la esperanza de conseguir un terreno de 3,25 ha, sin distinción entre nativos y mercenarios. El soldado recibía, además, rebaños y personal del cuerpo de servicios de la casa real para poder trabajar las tierras recién obtenidas de inmediato. La parcela podían heredarla sus descendientes siempre que entre ellos hubiese un varón apto para enrolarse. Un papiro relativo a impuestos, fechado hacia 1315 a. C. (bajo Seti I), es prueba de ello.

## Historia militar
La historia militar del Antiguo Egipto se desarrolla desde el 3150 a. C., fecha en la que se considera que se unieron el Alto y Bajo Egipto en una sola monarquía, hasta el 31 a. C., cuando el Imperio romano conquistó Egipto y lo convirtió en provincia romana. El imperio se extendía desde el delta del Nilo, hasta Jebel Barkal, una montaña de Nubia. 
Las áridas llanuras y desiertos que rodean Egipto estaban habitadas por tribus nómadas que de vez en cuando intentaban asaltar o establecerse en el fértil valle del Nilo, pero el desierto forma una barrera que lo protegía y hacía casi imposible que un ejército la cruzara, por lo que la mayoría de las ciudades egipcias carecían de murallas: los vecinos inmediatos, nubios, libios y beduinos, no tenían capacidad militar suficiente para invadir el valle. Esta situación permaneció durante mil años, hasta la invasión de los hicsos en el Segundo Periodo Intermedio. 
Durante los Imperios Medio y Nuevo, los egipcios construyeron fortalezas y puestos de avanzada a lo largo de las fronteras este y oeste del delta del Nilo, en el desierto oriental y en Nubia, al sur. Pequeñas guarniciones asentadas en los territorios conquistados impedían las incursiones de menor importancia y protegían las caravanas: en Nubia todavía subsisten las fortalezas de Buhen y Semna, en la frontera con Siria se levantó el llamado [Muro del príncipe], en el Sinaí los fuertes de Nekhl y Themed protegían el Camino de los Reyes, y en la costa occidental todo un sistema de fuertes. En caso de ataque, se avisaba y el Faraón reclutaba un ejército.

## Armamento

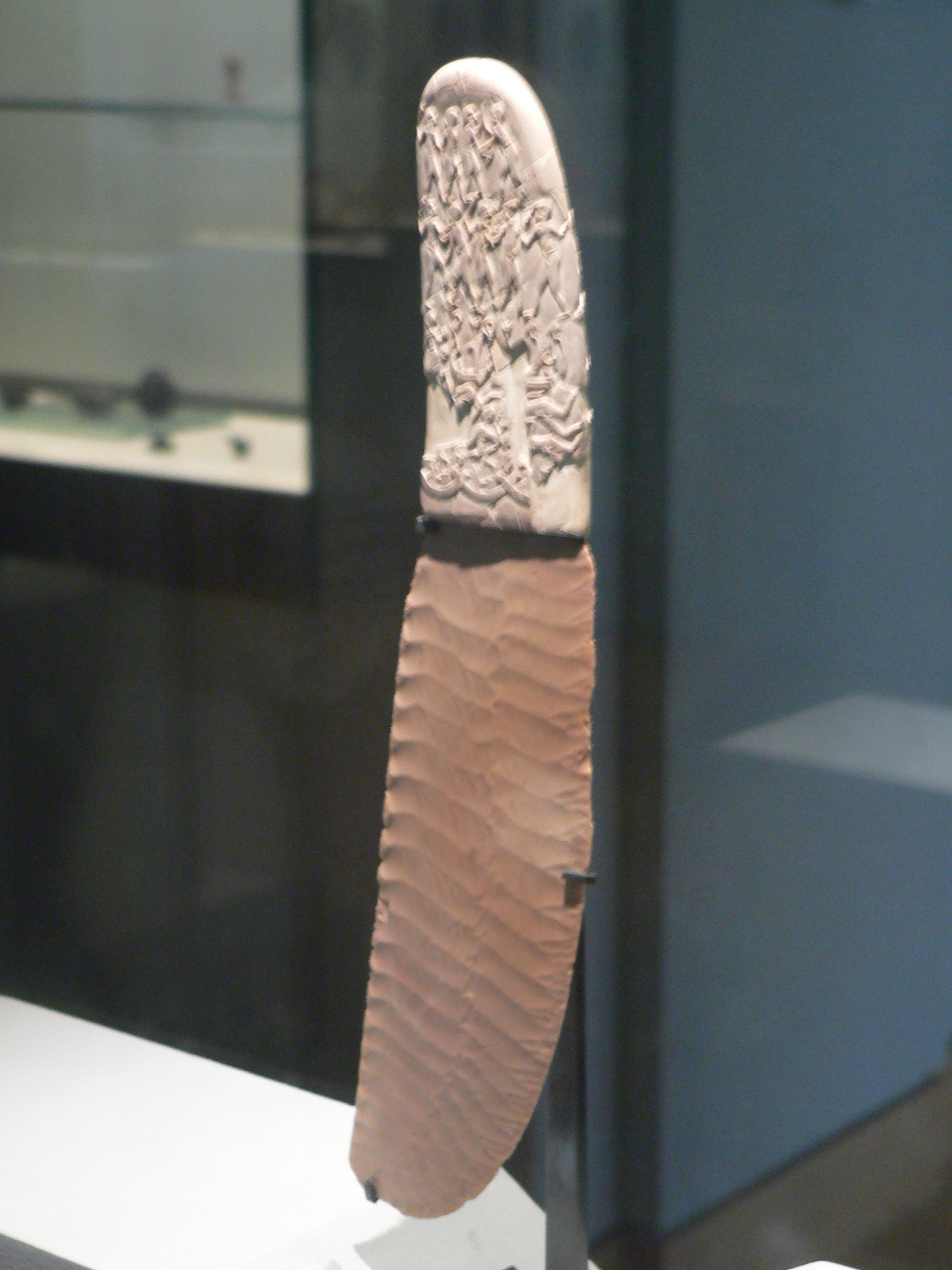
Cuchillo de sílex y marfil. Año 3300 a. C.

Las armas utilizadas por los soldados de a pie del ejército faraónico son de dos clases: de tiro y de proximidad: lanzas, jabalinas, mazas, hachas de combate, espada, sable curvo (Khopesh), los arcos sencillos y el arco de doble curvatura de origen hitita. tenían escudos de madera, cuero curtido o caña trenzada. Nada en absoluto parecido a la cota de malla o al casco; los soldados de la infantería ligera, utilizaban un arco y flechas rudimentarias hechas con una aleación imperfecta de bronce. El arco duró hasta la dinastía XVIII, para ser reemplazados por el arco triangular, más fácil de manejar y de fabricar en serie, y que lanzaba unas largas flechas de gran penetración, capaces de atravesar las armaduras.

## Organización

### Imperio Antiguo
Durante el Imperio Antiguo había relaciones diplomáticas con los pueblos del este, el oeste no era una amenaza y el peligro que pudiera representar Nubia no era alarmante, debido a su inferioridad militar. El que los faraones mantuvieran un ejército era por precaución, tanto para la defensa nacional como para suprimir ocasionales revueltas de los príncipes de distrito.
Durante este periodo hay por primera vez una organización militar. La mayoría las fuerzas armadas estaba bajo el mando de los gobernadores locales, enmarcadas en unidades organizadas. El faraón tenía su propia protección, una relativamente pequeña guardia, y reforzaba las tropas con mercenarios nubios; los príncipes estaban obligados a proporcionar al rey soldados si era necesario, reclutando campesinos. 
Durante el Primer Periodo Intermedio, y a consecuencia de la inestabilidad, los distintos gobernadores crearon ejércitos privados, y comenzó una práctica que se hizo habitual: el empleo de fuerzas mercenarias extranjeras.

### Imperio Medio
En la tumba de Mesehti (Asiut, principios del Imperio Medio), se han encontrado dos grupos de figuras de madera: arqueros y lanceros. Todos visten shenti (faldellín) y van descalzos, diferenciándose su vestuario solo en un pequeño casco usado por los lanceros, que portan un escudo apuntado forrado con piel de vaca en el brazo izquierdo y la lanza en el derecho. Los arqueros llevan el arco en la mano derecha y un carac de flechas en la izquierda.
Durante el Segundo periodo intermedio, Los hicsos introdujeron en Egipto nuevas técnicas militares, como el caballo y el carro de guerra, cuyo uso quedó restringido a los nobles.

### Imperio Nuevo
Tras la derrota de los Hicsos, la Dinastía XVIII comienza una serie campañas militares y conquistas para las cuales el ejército necesitó una elaborada organización. Mantienen la caballería y los carros de los Hicsos, y estos cuerpos de élite quedaban encuadrados en Divisiones de Infantería, que constituían la principal masa de combatientes. Cada una iba mandada por un general y recibía el nombre de un dios; estaban divididas en batallones y estos en compañías formadas por unos 200 hombres, repartidos en secciones de 50.

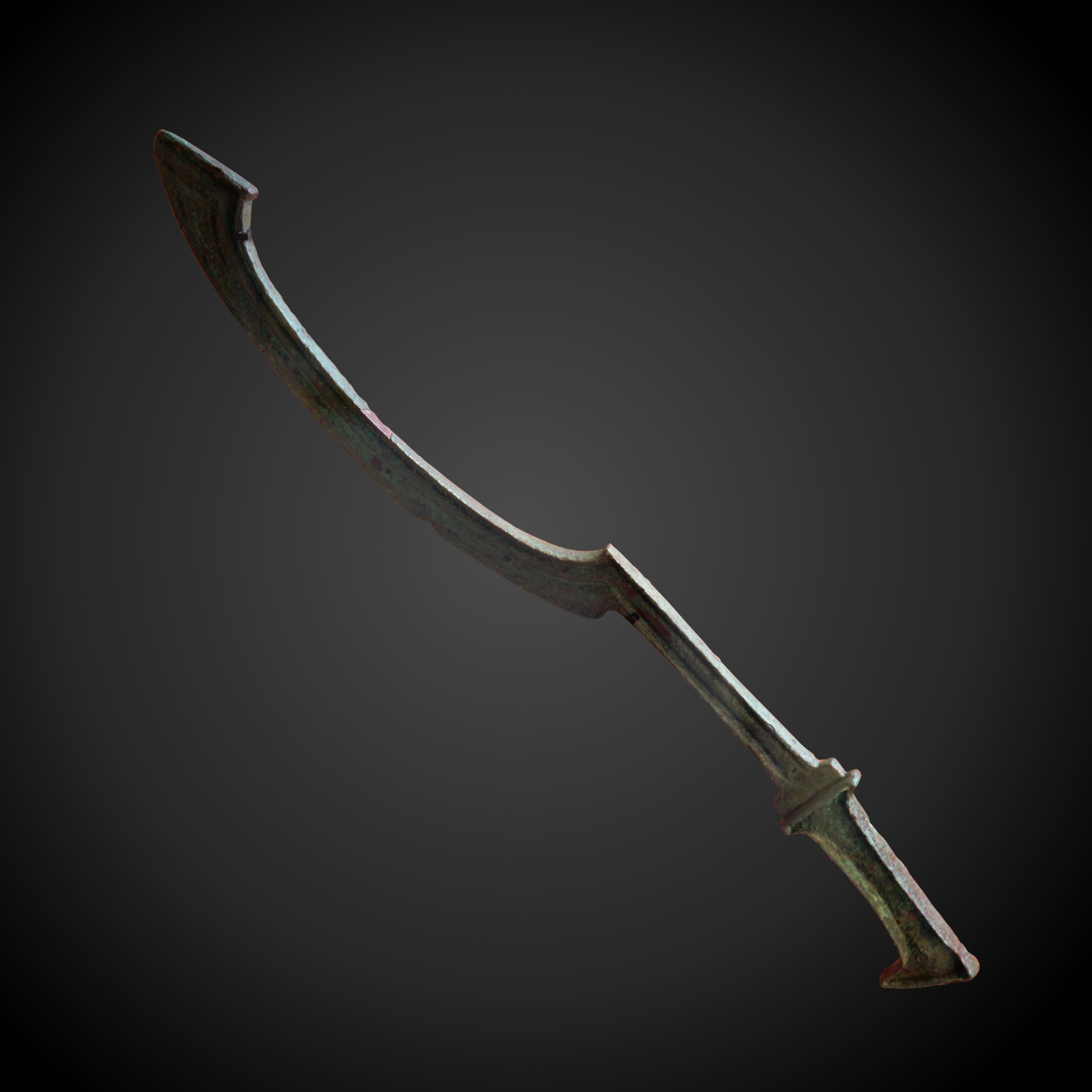
Espada de bronce de la época de Ramsés.

Los soldados adoptan un buen número de armas y de equipos originarios de Siria y de los hititas, como el arco triangular, el casco o la cota de mallas, que era una chaqueta de cuero con mangas cortas, guarnecida con chapas de metal. Las armas de bronce ganan en calidad, el cobre y estaño se mezclan en mejores proporciones. Las armas de hierro empleadas por los hititas, más resistentes, no parecen ser empleadas por los egipcios hasta tiempos muy posteriores. Así, el puñal de hierro descubierto en la tumba de Tutankamón es más un objeto de lujo que un arma de combate. 
El ejército egipcio estaba organizado tradicionalmente en grandes cuerpos de ejército organizados a nivel local, que contaban cada uno con unos 5.000 hombres (4.000 infantes y 1.000 aurigas que tripulaban los 500 carros de guerra agregados a cada cuerpo). 
Cada cuerpo de ejército recibía como emblema la efigie del dios tutelar de la ciudad donde había sido creado, residía normalmente y le servía de base, y cada uno poseía también sus propias unidades de abastecimiento, servicios para apoyo de combate, logística e inteligencia.
A partir de la Dinastía XVIII el ejército recluta extranjeros en sus filas, porque los egipcios parecen rechazar cada vez más las armas.
Bajo el reinado de Ramsés II, hay dos tipos de guerreros, los infantes y los carristas, cargos que se heredan de padres a hijos, que suelen ser terratenientes. Ramsés II amplió y reorganizó el ejército, ampliándolo de dos cuerpos a cuatro. Es posible que un tercer cuerpo existiese ya en tiempos de Ramsés I o Seti I, pero no existe duda alguna de que el cuarto fue fundado por Ramsés II. 

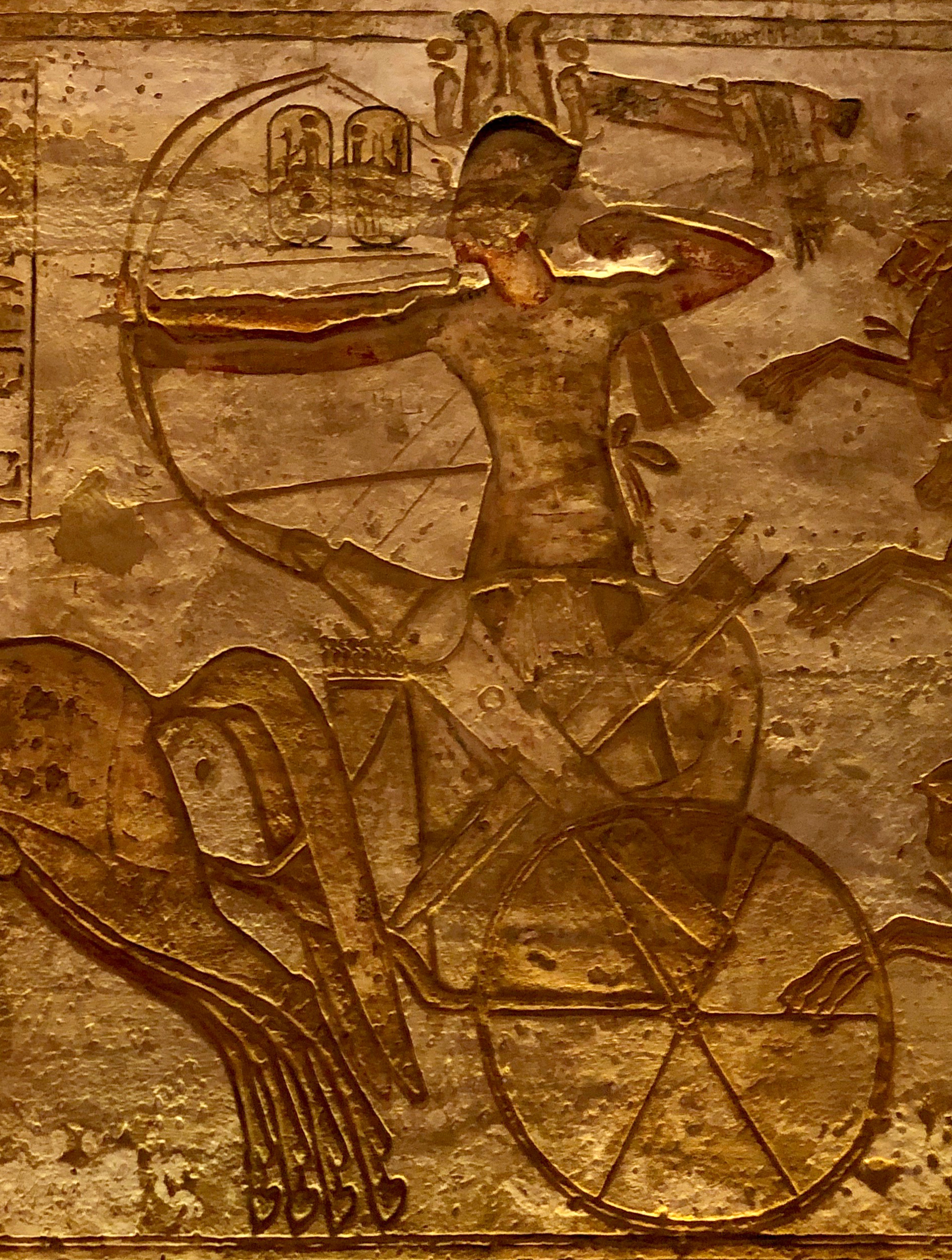
Ramsés II en su carro.

Las unidades de carros eran agregadas a los cuerpos de ejército, de quienes dependían, en una proporción de 25 carros por cada compañía. Había tres tipos de carros: de combate, y otros más ligeros y veloces: el dedicado a las comunicaciones y otro para exploración. 
Los carros egipcios tenían el eje en el extremo posterior y su trocha era mucho mayor que el ancho del vehículo, lo que los hacía casi involcables y capaces de girar fácilmente y cambiar de dirección en poco tiempo. Estaban tripulados por dos hombres un seneny (arquero) y el conductor, kedjen, que además debía proteger a aquel con un escudo. Un infante corría tras el vehículo, armado con escudo y una o dos lanzas. Este soldado debía rematar a los heridos, para que no quedaran enemigos vivos a sus espaldas.
Los mercenarios (y también algunos prisioneros de guerra a los que se ofrecía la vida y tierras si luchaban por Egipto) mantenían su identidad ordenándose en unidades separadas por nacionalidad y adscritas a uno u otro cuerpo de ejército, o bien como unidades auxiliares, de apoyo o de servicios. 
Los nakhtu-aa, conocidos como "Los del fuerte brazo" constituían unidades especiales entrenadas para el combate cuerpo a cuerpo. Estaban muy bien armados, pero sus escudos y armaduras eran rudimentarios.
Ramsés II, tras la batalla de Qadesh, desconfiando de los mandos existentes, reorganizó el ejército sobre tres bases:
- Los jefes del ejército pertenecían a la casa real, de hecho durante su reinado fueron sus propios hijos,
- Una alta oficialidad de origen extranjero. Los mercenarios que ascendían se mantenían leales a la persona del Faraón, obteniendo a cambio un alto rango.
- Unas tropas de élite en las que los extranjeros también tenían un papel destacado. A los guerreros nubios, asiáticos y libios de épocas anteriores, se habían añadido los shardana, soldados que eran leales a la persona del jefe, y que según los relieves participaron en numerosas operaciones bélicas. La presencia de estos mercenarios en Egipto está documentada hasta principios del Tercer Período Intermedio.

### El ejército ptolemáico

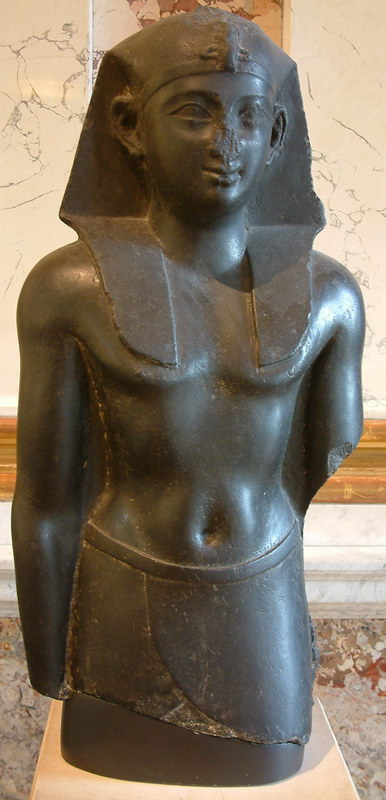
Faraón Ptolemáico.

Bajo la Dinastía Macedónica, el ejército se organiza según el modelo creado por Alejandro Magno. Así, existe una distinción neta entre los jinetes y los soldados de infantería, organizados en falanges de mil hombres. Como las otras monarquías helenísticas, tuvo también un cuerpo de elefantes de guerra. 
Los ejércitos fueron aumentando paulatinamente el número de mercenarios, profesionales de la guerra cuya principal aspiración era mejorar su propia suerte. Sin ningún espíritu patriótico, eran elementos inseguros. Los lagidas no hicieron nada para hacer frente a este problema hasta que Ptolomeo IV decidió realizar un reclutamiento nativo, buscando constituir un meollo de soldados fieles como base de su defensa militar. Los primeros Ptolomeos habían intentado establecer a los mercenarios en Egipto, dándoles así una motivación nacionalista. Para ello, se distribuía entre estos mercenarios extranjeros parcelas de tierra a cambio de su participación militar en caso de conflicto. Los lotes eran proporcionales al grado militar de sus beneficiarios; cuando el sistema fue ampliado a los nativos incorporados en el ejército, éstos tuvieron que contentarse con parcelas más pequeñas que los griegos. Este sistema puso a los soldados griegos en contacto con los nativos, y ayudó a la transmisión de nuevas técnicas agrícolas.
En la práctica, el griego no renunció a su estilo de vida para lanzarse a la agricultura; generalmente, continuó viviendo en la ciudad entre otros griegos, alquilando su tierra a granjeros nativos; los contactos con la población local fueron por lo tanto de dueños a colonos, a menudo con modales despreciativos. Esta actitud fue tanta más odiada por los egipcios porque estos tuvieron a veces que hacerse cargo de alojar a los soldados, obligación pesada que se prestaba a abusos. 
Si este sistema permitió a los primeros Lagidas asegurarse un ejército relativamente sólido, su efecto se deshizo poco a poco; debido en primer lugar a la saturación en las tierras disponibles que el rey podía ofrecer a cambio de un compromiso en el ejército; luego, porque el hecho de que los nativos se pudieran beneficiar de este sistema lo desvalorizaba a los ojos de los griegos; Y peor aún, porque no se recuperaban estas tierras a la muerte de sus poseedores, que los transmitían a sus herederos sin que estos reasumiesen las obligaciones militares de su padre. Este último caso se agudizó al final del periodo ptolemáico, debido a la transmisión de los terrenos a las hijas cuando éstas eran las únicas herederas: El sistema de nuevo tiene que basarse en la contratación de mercenarios.